# 367
367 (CCCLXVII) fue un año común comenzado en lunes del calendario juliano, en vigor en aquella fecha.
En el Imperio romano, el año fue nombrado como el del consulado de Lupicino y Jovino, o menos comúnmente, como el 1120 Ab urbe condita, adquiriendo su denominación como 367 a principios de la Edad Media, al establecerse el anno Domini.

## Acontecimientos

### Asia
- El primer enviado coreano llega a Japón, emisario del gobierno de Kudara.

### Imperio romano
- Los alamanes cruzan el Rin y saquean Mogontiacum (Maguncia).
- La Gran Conspiración: en el verano, la guarnición romana del muro de Adriano se rebeló y permitió que los pictos de Caledonia entraran en Britania. Simultáneamente, los atacotos, escotos de Hibernia y sajones de Alemania, atacaron, en oleadas coordinadas y previamente concertadas, las fronteras occidentales y del surorientales, respectivamente. Los francos y los sajones también desembarcaron en el norte de la Galia.
- Eunomio de Cícico es desterrado a Mauritania por haber protegido al usurpador Procopio.
- Graciano se convierte en Augusto bajo su padre, Valentiniano I.
- Atanasio, obispo de Alejandría, establece como canónicos los 27 libros que actualmente siguen siendo los constitutivos del Nuevo Testamento.[1]

### Cáucaso
- Sapor II prepara una invasión de la Iberia caucásica y la derrota de la resistencia en Armenia contra el dominio del Imperio Sasánida, liderado por Pap, hijo de Arsaces II.

## Fallecimientos
- 1 de noviembre: San Hilario de Poitiers, obispo, escritor, santo, Padre y Doctor de la Iglesia